# Barneo

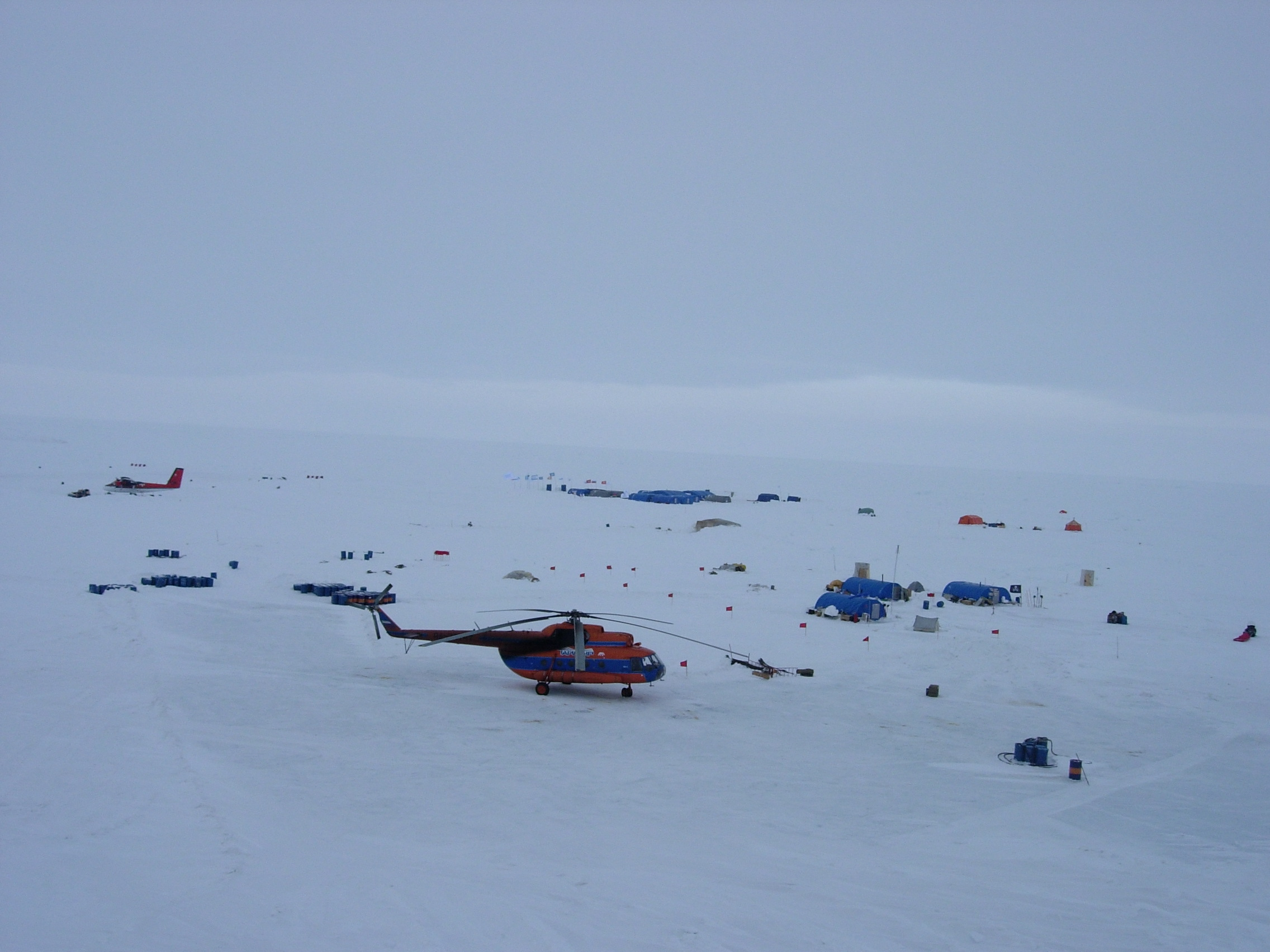
Barneo (2008)

Barneo (russisch Барнео) ist ein alljährliches arktisches Forschungslager, das von der Russischen Geographischen Gesellschaft betrieben wird. Es wird seit dem Jahr 2002 jeweils von Ende März oder Anfang April für einen Monat auf dem Packeis in der Nähe des geographischen Nordpols eingerichtet.
Barneo ist das weltweit nördlichste Forschungslager und liegt für gewöhnlich weniger als 100 km vom geographischen Nordpol entfernt. Die Koordinaten von Barneo sind wegen der Eisdrift nicht stabil. Im April 2007 lag das Lager ungefähr bei 89° 31′ 30″ N, 30° 27′ 0″ W.
Im April 2016 nutzten die tschetschenischen Spezialkräfte Kadyrowzy, die dem unmittelbaren Kommando von Ramsan Kadyrow unterstehen, das Forschungslager für Militärübungen. Als Zwischenstopp für den Personen- und Materialtransport wurde dabei der Flughafen Longyearbyen benutzt, was aufgrund des entmilitarisierten Status für internationale Spannungen sorgte. Im Jahr 2019 gab es erneut Berichte über russische Militäreinheiten in dem Lager.